# Taxillus sutchuenensis
Taxillus sutchuenensis är en tvåhjärtbladig växtart som först beskrevs av Paul Lecomte, och fick sitt nu gällande namn av Danser. Taxillus sutchuenensis ingår i släktet Taxillus och familjen Loranthaceae. Utöver nominatformen finns också underarten T. s. duclouxii.